# Afia Schwarzenegger
Afia Schwarzenegger aka Valentina Nana Agyeiwaa (sinh ngày 14 tháng 2 năm 1982, Kumasi, Ghana) là nhân vật truyền thông gây tranh cãi ở Ghana. Cô dẫn chương trình buổi sáng của Okay FM trong Yewo Krom và UTV Ghana Kokooko. Cô là CEO của Schwar TV trên youtube; người dẫn chương trình Bữa sáng và được Hiệp hội Nhà trẻ và Trẻ mồ côi tại Ghana bổ nhiệm làm đại sứ của Trẻ mồ côi tại Ghana. tổ chức phi lợi nhuận nuôi dưỡng đặc quyền ít hơn ở Ghana  Afia cũng đã làm việc cho TV Africa và Kasapa FM. Cô bước vào ánh sáng vôi qua loạt phim truyền hình Afia Schwarzenegger do Deloris Frimpong Manso sản xuất.

## Cuộc sống cá nhân
Cô hiện đang ly dị với ông Lawrence Abrokwah, Họ không có con chung và cuộc hôn nhân đó chỉ kéo dài 5 tháng.